# Arhopala pandora
Arhopala pandora är en fjärilsart som beskrevs av Corbet 1941. Arhopala pandora ingår i släktet Arhopala och familjen juvelvingar. Inga underarter finns listade i Catalogue of Life.